# Gumpenstätt
Gumpenstätt ist ein Gemeindeteil von St. Wolfgang im oberbayerischen Landkreis Erding.

## Lage
Der Weiler Gumpenstätt ist ein Haufenhof, der etwa 250 Meter südöstlich der Hauptstraße von Sankt Wolfgang am Ostufer der Goldach liegt.
Der Bundwerkstadel Gumpenstätt 16 ist ein Riegelständerbau mit Satteldach aus dem ersten Viertel des 19. Jahrhunderts. Er ist als Baudenkmal in die Liste der Baudenkmäler in Sankt Wolfgang eingetragen.

## Bevölkerungsentwicklung
Um 1871 gab es in Gumpenstätt 9 Einwohner. Im Mai 1987 lebten dort 25 Einwohner in acht Wohngebäuden, die in zehn Wohnungen aufgeteilt waren.
| Jahr      | 1871 | 1925 | 1950 | 1970 | 1987 |
| Einwohner | 9    | 12   | 9    | 21   | 25   |